# Kirchgasse 4 (Frickenhausen am Main)

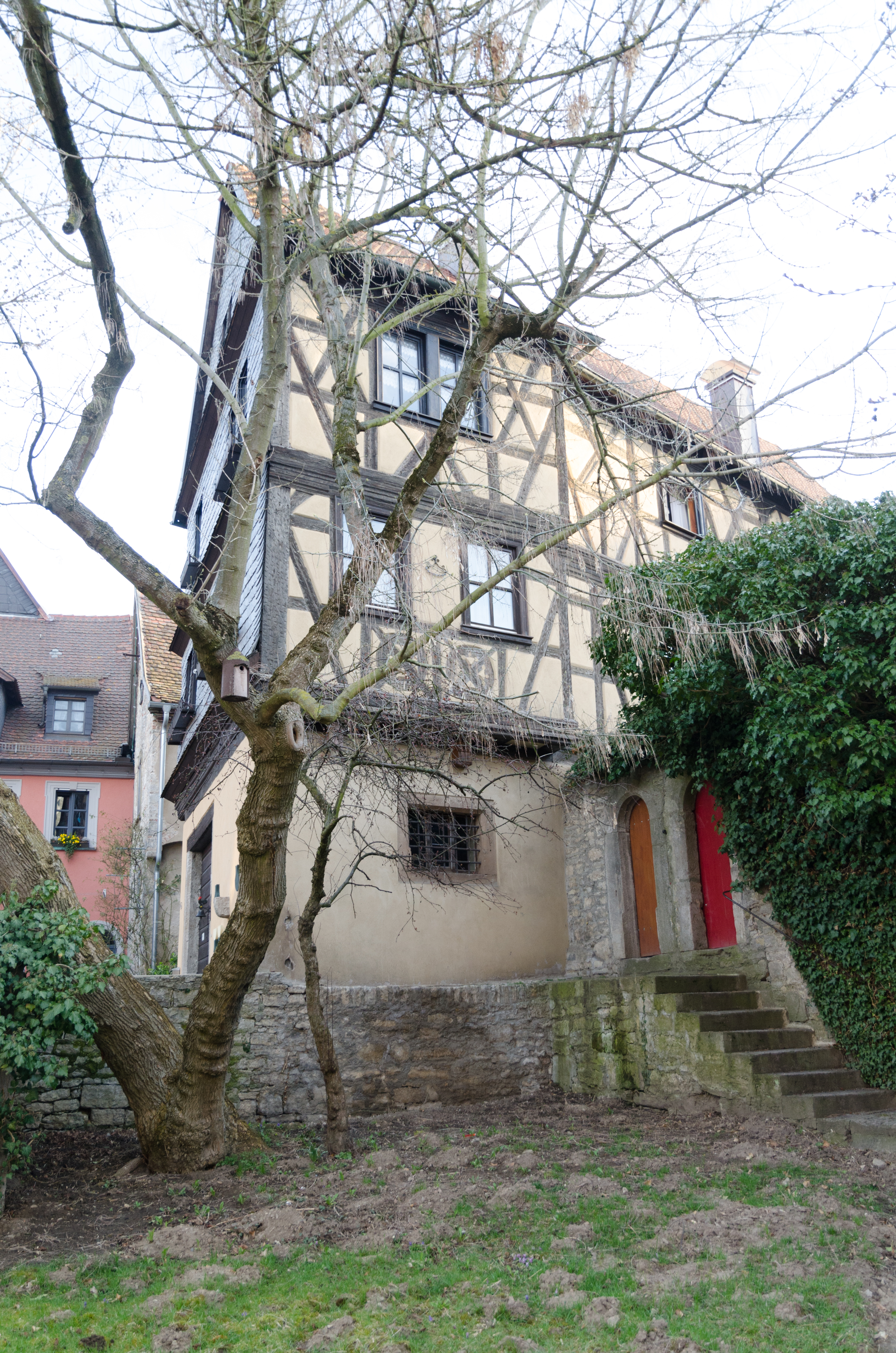
Gebäude Kirchgasse 4 in Frickenhausen am Main

Das Gebäude Kirchgasse 4 in Frickenhausen am Main, einer Marktgemeinde im unterfränkischen Landkreis Würzburg in Bayern, wurde im 17. Jahrhundert errichtet. Das heutige Wohnhaus, ein ehemaliges Amtsgericht wie wohl irrtümlich das Bayerische Landesamt für Denkmalpflege schreibt, ist ein geschütztes Baudenkmal. 
Der dreigeschossige Satteldachbau hat Fachwerkobergeschosse und eine verschieferte westliche Giebelseite.
Das Gebäude wurde in den letzten Jahren umfassend renoviert. 